# سرکون‌لو (آیدین‌تپه)
سرکون‌لو (به ترکی استانبولی: Sorkunlu) (به کردی: Torensor) یک منطقهٔ مسکونی در ترکیه است که در آیدین‌تپه واقع شده‌است. سرکون‌لو ۶۶ نفر جمعیت دارد.